# Relaciones Osetia del Sur-Venezuela
Las relaciones entre Osetia del Sur y Venezuela se refieren a las relaciones bilaterales entre la República de Osetia del Sur y Venezuela. Venezuela reconoció a Osetia del Sur y Abjasia el 10 de septiembre de 2009. Venezuela fue el tercer Estado en reconocer las independencias de Abjasia y Osetia del Sur, después de Rusia y Nicaragua.

## Historia
El presidente venezolano, Hugo Chávez, anunció que su país reconoció a Osetia del Sur y Abjasia, cuando fue recibido por el presidente ruso, Dmitri Medvédev, en Moscú. Chávez también anunció que las relaciones diplomáticas formales se establecerán con ambos estados.
Chávez había defendido anteriormente el reconocimiento ruso de las dos repúblicas, diciendo: «Rusia ha reconocido la independencia de Abjasia y Osetia del Sur. Apoyamos Rusia. Rusia es correcto y está defendiendo sus intereses». El Ministerio de Relaciones Exteriores de Georgia condenó la decisión del gobierno venezolano, refiriéndose al presidente Chávez como un «dictador» en una declaración oficial.
Del 21 al 25 de julio de 2010 una delegación encabezada por el presidente de Abjasia, Serguéi Bagapsh, visitó Venezuela después de una estancia similar en Nicaragua, junto con una delegación similar de Osetia del Sur. La visita tenía por objeto promover el reconocimiento internacional y la ampliación de las relaciones dentro de América Latina y el Caribe. El 22 de julio, fueron declarados «de honor» los presidentes de Abjasia y Osetia del Sur y simbólicamente recibieron las llaves de la ciudad de Caracas. El 23 de julio se firmaron acuerdos sobre el principio de la cooperación, en el establecimiento de las relaciones diplomáticas, en la amistad y la cooperación y el diálogo político.